# 袈裟泉

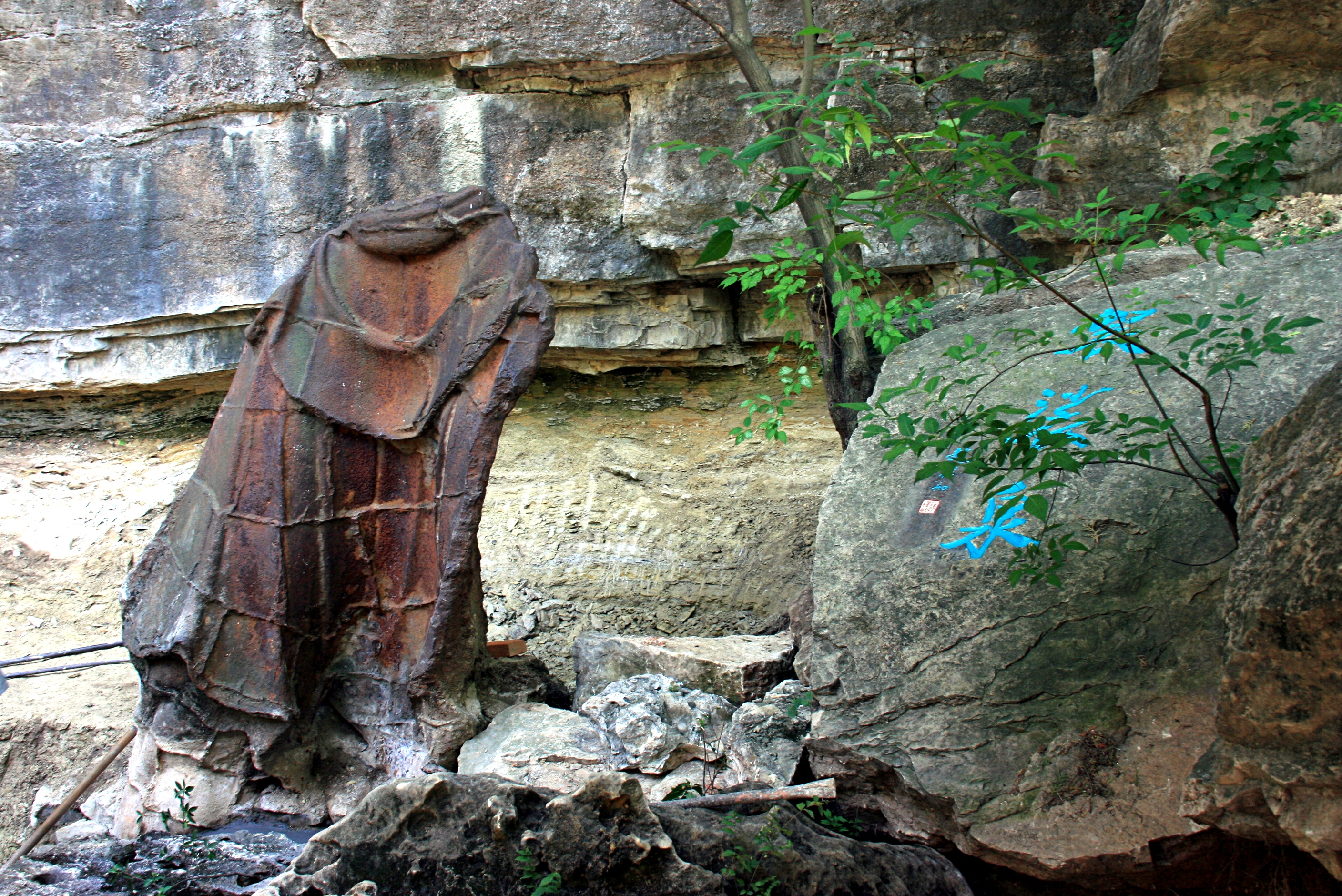
铁袈裟

袈裟泉，位于山东省济南市长清区灵岩寺景区内原庙堂“转轮藏”遗址东侧路南悬崖下，为金代《名泉碑》、明代晏璧《七十二泉诗》和清代郝植恭《七十二泉记》所著录的济南七十二名泉之一，亦作为袈裟泉泉群的主泉列入2004年4月评选的新七十二名泉中。该泉群共有泉池44处，其中袈裟泉、檀抱泉、卓锡泉、清泠泉四处列入七十二名泉。
该泉得名于泉旁所立的一座被称为铁袈裟的铸铁块，传为当年法定禅师建寺时自地掘出，高约五六尺，重达数千斤，其上的天然水田纹颇似袈裟，清乾隆帝曾作诗“铸铁不成想以废，置此半途徒费勤”。
该泉曾名独孤泉、印泉，孤独泉一名载于清康熙《灵岩志》“昔有隐者姓独孤，结茅泉侧，后人以姓命泉也”，金代《名泉碑》收录时亦用此名；印泉一名则为明万历进士、历城人刘亮采隐居此地时所改，寓意佛教来于印度，刘亮采亦曾建“面壁斋”于泉旁。
该泉泉源旺盛，水质甘美，为景区的主要饮用水源。泉源位于封闭的岩洞中，水自崖壁下石隙流出，汇入半圆形石砌水池，然后经曲溪由石雕龙口泻入一大水塘中。池内锦鱼戏游，池周亭廊环绕，危崖峭立，丛木悬生。